# Liste des avions de Transavia France
La flotte de Transavia France est composée de Boeing 737-800 et d'A320neo. Au 10 août 2025, 87 appareils sont en service.
Le groupe Air France-KLM a fait une commande de 100 nouveaux avions moyen courrier le jeudi 16 décembre 2021, pour KLM, Transavia et Transavia France.
Le premier A320neo a été livré à Transavia France le 10 janvier 2024,.
L'appareil le plus ancien dans la flotte est le Boeing 737-800 immatriculé F-GZHA (18 mai 2007) et le plus récent est l'A320neo immatriculé F-HXSR (26 juin 2025).

## Flotte actuelle

### Moyen courrier
La flotte de Transavia France possède un âge moyen de 9.6 ans en août 2025.

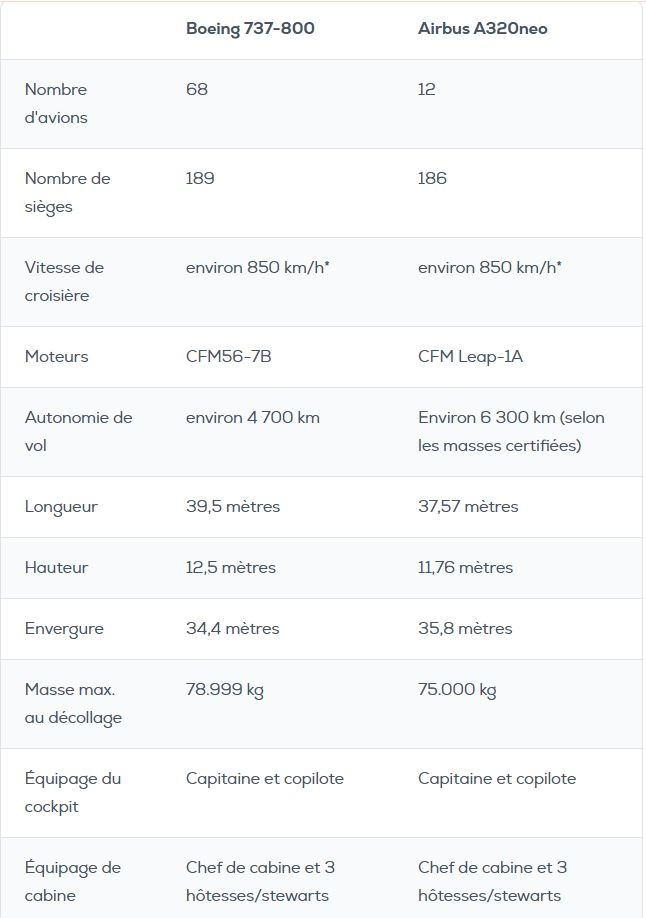
Fiche technique des avions de Transavia France

### Glossaire
WL : Winglets équipées
SM : Winglets de type Split Scimitar équipées
GJ, K2, HX, 6J, 5H, 4P, AL, 5P, JP, 6N, K5, 2R, GP : Codes client Boeing (en)
252N : 2XX (Version), X5X (Moteur choisi), XX2 (modification du modèle initial) et N pour neo 
Y189 : Classe Y et 189 sièges